# Madagascarchaea jeanneli
Espèce
Synonymes
- Archaea jeanneli Millot, 1948
- Eriauchenius jeanneli (Millot, 1948)

Madagascarchaea jeanneli est une espèce d'araignées aranéomorphes de la famille des Archaeidae.

## Distribution
Cette espèce est endémique de Madagascar. Elle se rencontre dans les régions d'Atsinanana, d'Analamanga et de Vatovavy-Fitovinany.

## Description
Le mâle décrit par Wood en 2008 mesure 1,60 mm et la femelle 1,87 mm.

## Étymologie
Cette espèce est nommée en l'honneur de René Jeannel.

## Publication originale
- Millot, 1948 : Faits nouveaux concernant les Archaea [Aranéides]. Mémoires de l'Institut Scientifique de Madagascar, vol. 1, no A1, p. 3-14.